# Petermann Ranges
Petermann Ranges är en bergskedja i Australien. Den ligger i territoriet Northern Territory, omkring 1 400 kilometer söder om territoriets huvudstad Darwin.
Omgivningarna runt Petermann Ranges är i huvudsak ett öppet busklandskap. Trakten runt Petermann Ranges är nära nog obefolkad, med mindre än två invånare per kvadratkilometer. Genomsnittlig årsnederbörd är 358 millimeter. Den regnigaste månaden är januari, med i genomsnitt 71 mm nederbörd, och den torraste är juli, med 1 mm nederbörd.